# Golfe de Roses
Golfe de Rosas

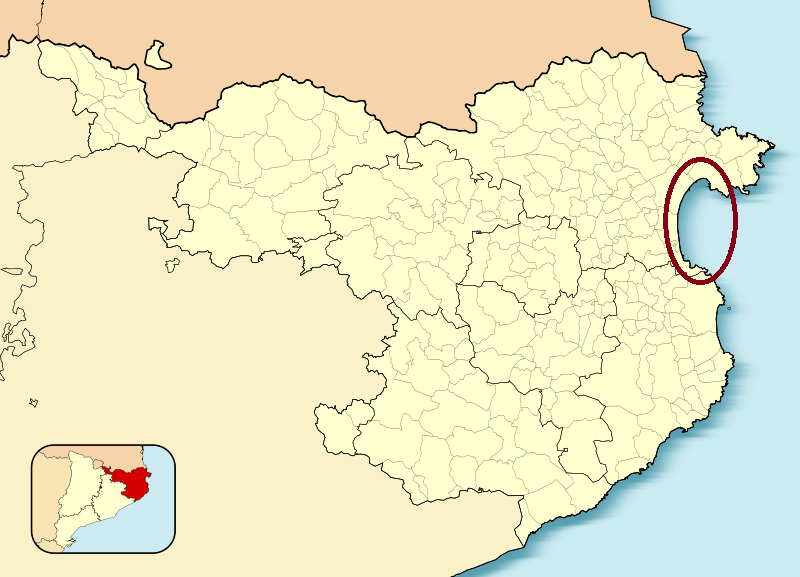
Localisation du Golfe de Roses.

Le golfe de Roses ou golfe de Rosas (Officiellement en catalan: Golf de Roses, espagnol: Golfo de Rosas) est une baie située en mer Méditerranée, la plus au nord de la côte catalane.
Le golfe, large de 16 km, est formé par la vallée du fleuve côtier Fluvià ainsi que les estuaires des rivières Manol et Muga; ces cours d'eau drainent le flanc sud-est des Pyrénées au niveau du massif des Albères. La zone constitue d'ailleurs la fin de l'extrémité est de cette chaîne montagneuse, et est souvent balayée fortement par le vent de Tramontane.
La baie contient les stations balnéaire de Roses, Castelló d'Empúries/Empúriabrava, Sant Pere Pescador, Empúries et L'Escala.
NB. Elle est classée dans le Club des plus belles baies du monde .

## Histoire

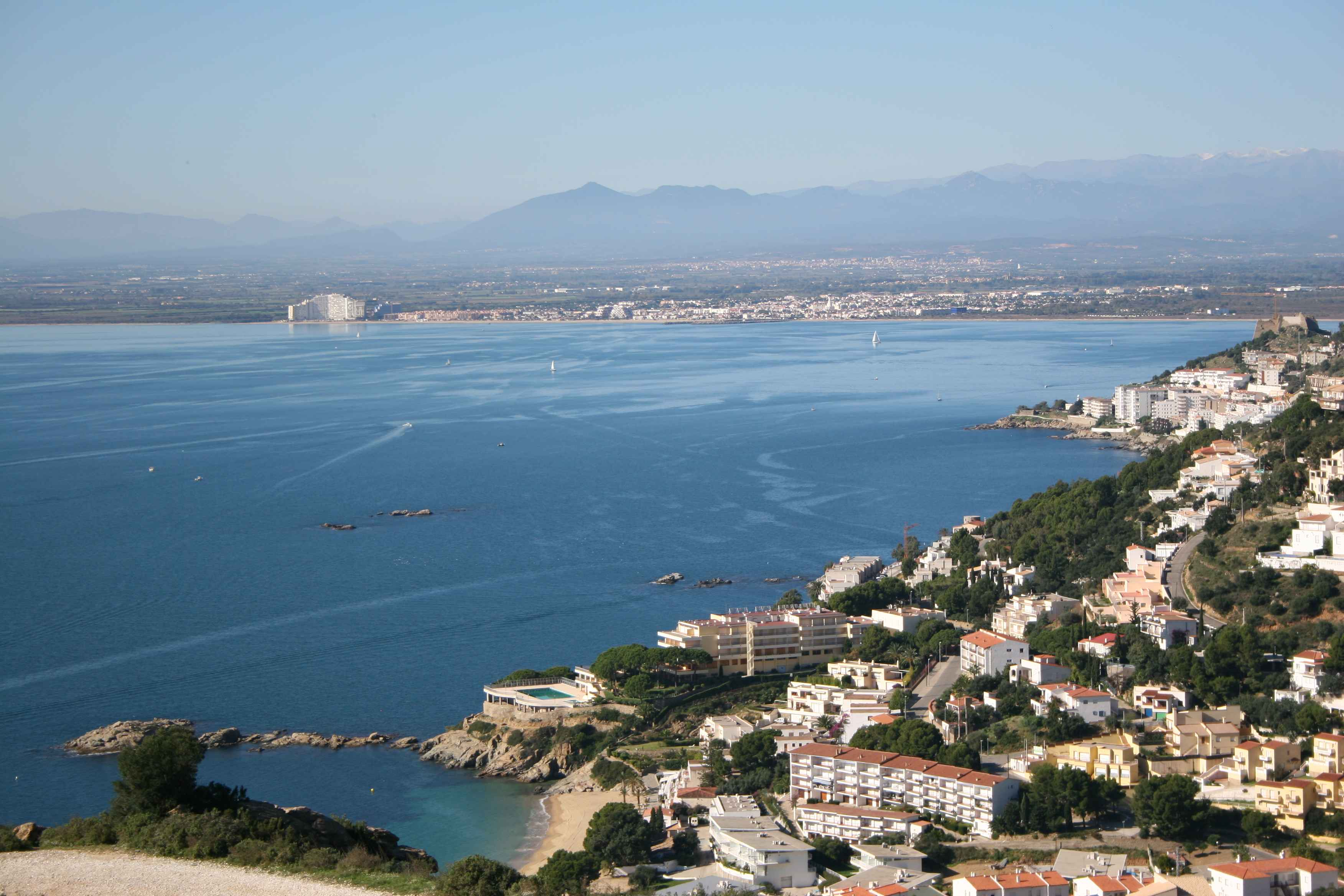
Vue côtière du golfe de Roses

La zone fut historiquement occupée par les Grecs qui y créèrent un comptoir de commerce au niveau d'Empúries. Ledit site devint une ville romaine, avant d'être abandonné à la suite des raids vikings et musulmans le long de la côte.
Au Moyen Âge, la zone relevait du domaine du comté d'Empúries et se composait en majorité de marécages où sévissait la malaria. Des schémas d'irrigation menèrent à l'assèchement progressif de ces marais, et à leur transformation en terres cultivables.

## Géographie
Le golfe possède une ouverture de 15 km (18 à l'interieur) et une profondeur de 7 km. Les extrémités sont le cap Norfeu au nord, et la punta de Trecabraços au sud. Du Nord au Sud, les principaux accidents géographies sont la baie de Montjoi, la punta Falconera, les calanques de Canyelles Grosses (ou de l'Almadrava) et de Canyelles Petites, la punta de la Poncella (sous le câteau de la Trinité), la baie de Roses, les plages de la Rovina, d'Empuriabrava, de Can Comes, de Sant Pere Pescador, de les Dunes et d'Empúries, la cala de Riells et le promontoire de la Montgó
Les fleuves les plus importants qui s'y déversent sont la Muga, entre les plages d'Empuriabrava et de Can Comes, et le Fluvià, entre elle et celle de  Sant Pere Pescador. Ces deux rivières, avec leurs affluents, et le Ter qui s'y déversait auparavant, sont les principaux responsables du grand dépôt d’alluvions qui date de l'Oligocène, qui constitue la plus grande partie de la plaine Empourdanaise depuis Figueres jusqu'à la mer, et qui définit une côte basse, ouverte, marécageuse et fertile, alors que les extrémités sont accidentés par les reliefs de la serra de Rodes, au Nord, et du massif du Montgrí, au sud. Les marécages forment les aiguamolls de l'Empordà, aire protégée du Parc Natural dels Aiguamolls de l'Empordà.

## Toponymie
D'après la ville de Roses, au nord de la baie.

## Tourisme
Le développement du tourisme commença dans les années 1960 et eut pour conséquence un changement profond de l'économie et du paysage avec un fort développement urbain. Au niveau de la station balnéaire d'Empúriabrava, des canaux de navigation et des ports de plaisances ont été construits pour relier des villas isolées à la mer.
C'est là aussi que se situe le restaurant catalan renommé El Bulli spécialisé en gastronomie moléculaire.

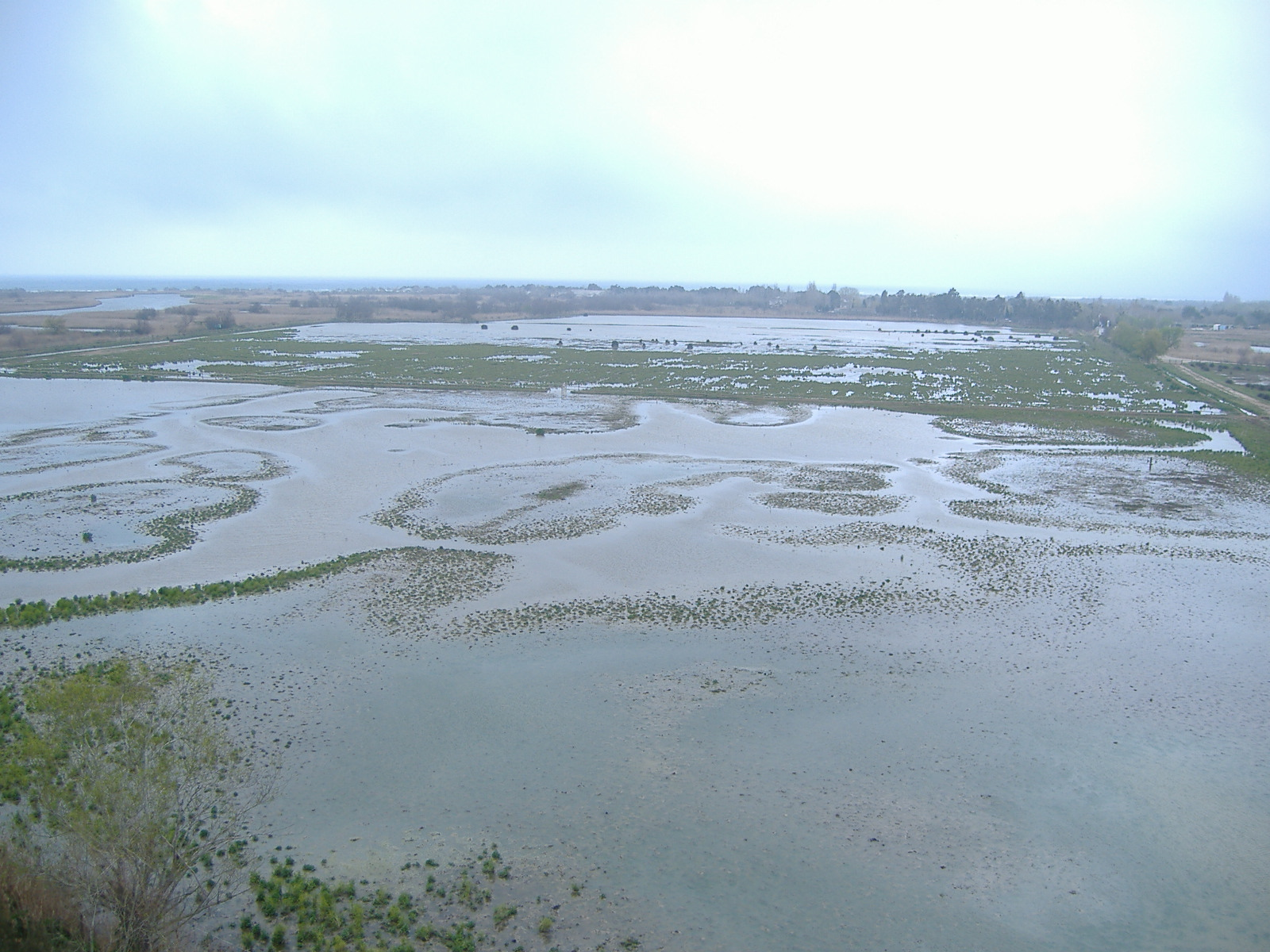
Les marais des Aiguamolls de l’Empordà.
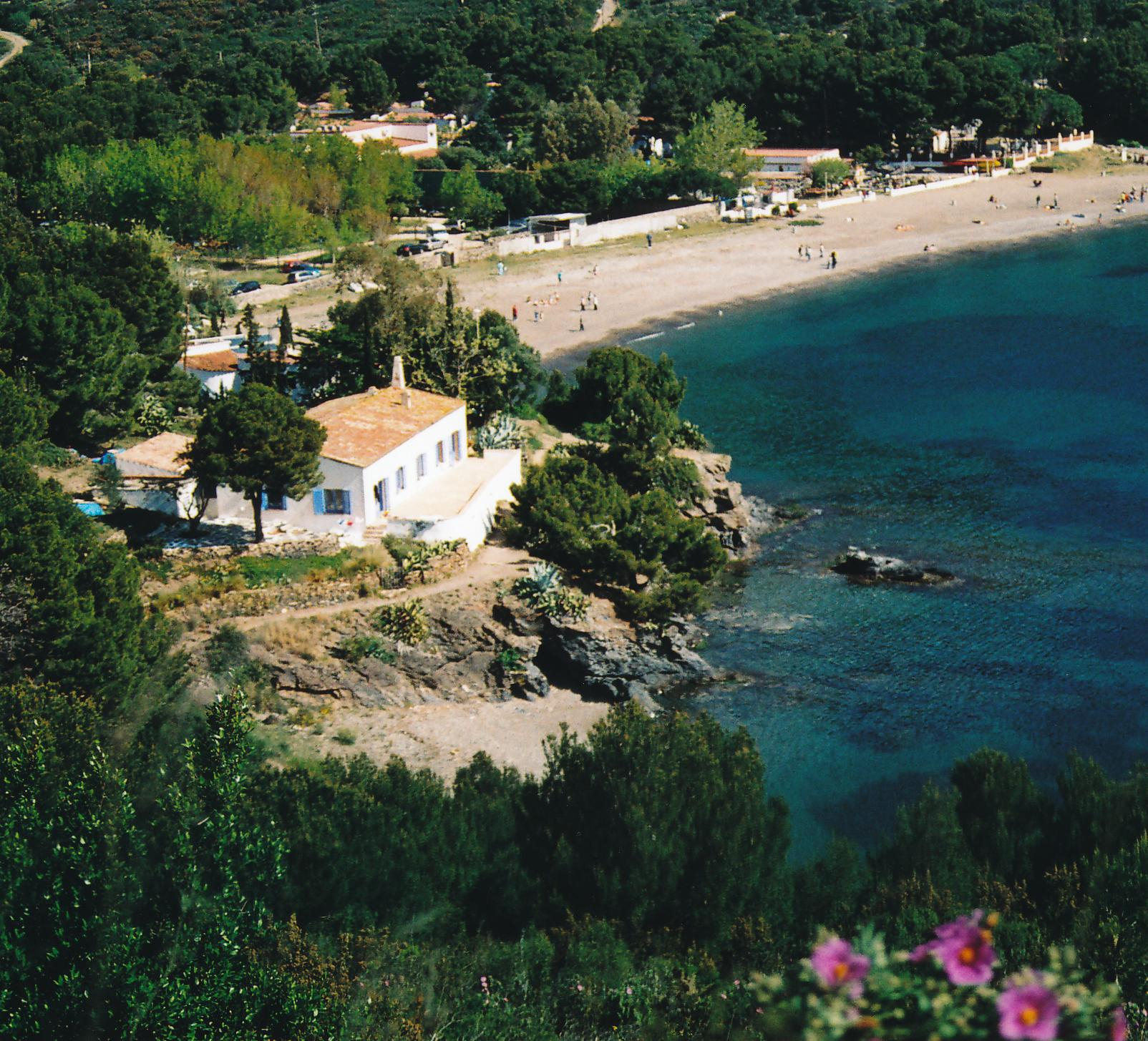
Le restaurant El Bulli.

## Conservation
- Le parc naturel du cap de Creus se trouve à la limite nord du golfe.
- Le parc naturel des Aiguamolls permet de conserver un reste des marais d'antan, lieu de transit des oiseaux migrateurs en hiver.

## Galerie

Le Golfe des Roses
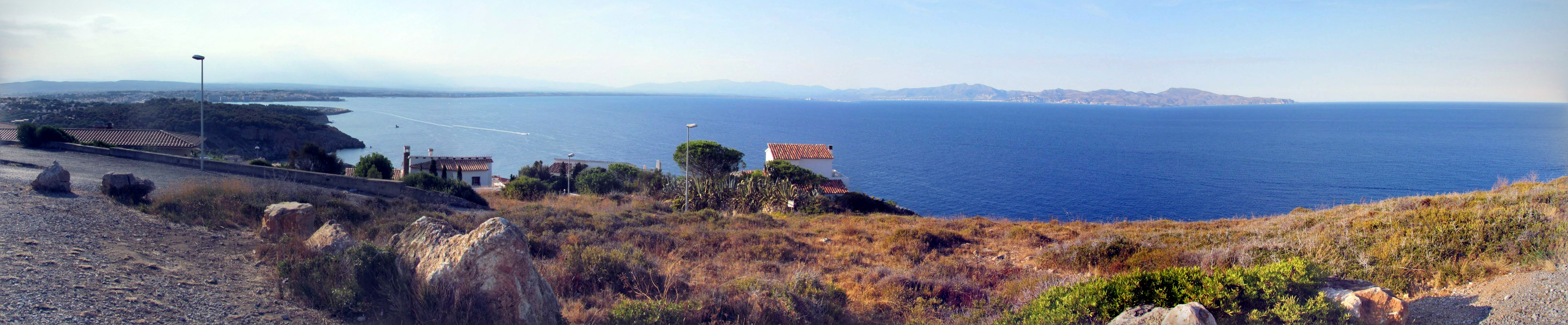
Vue panoramique de la baie entre L'Escala et Mongo .
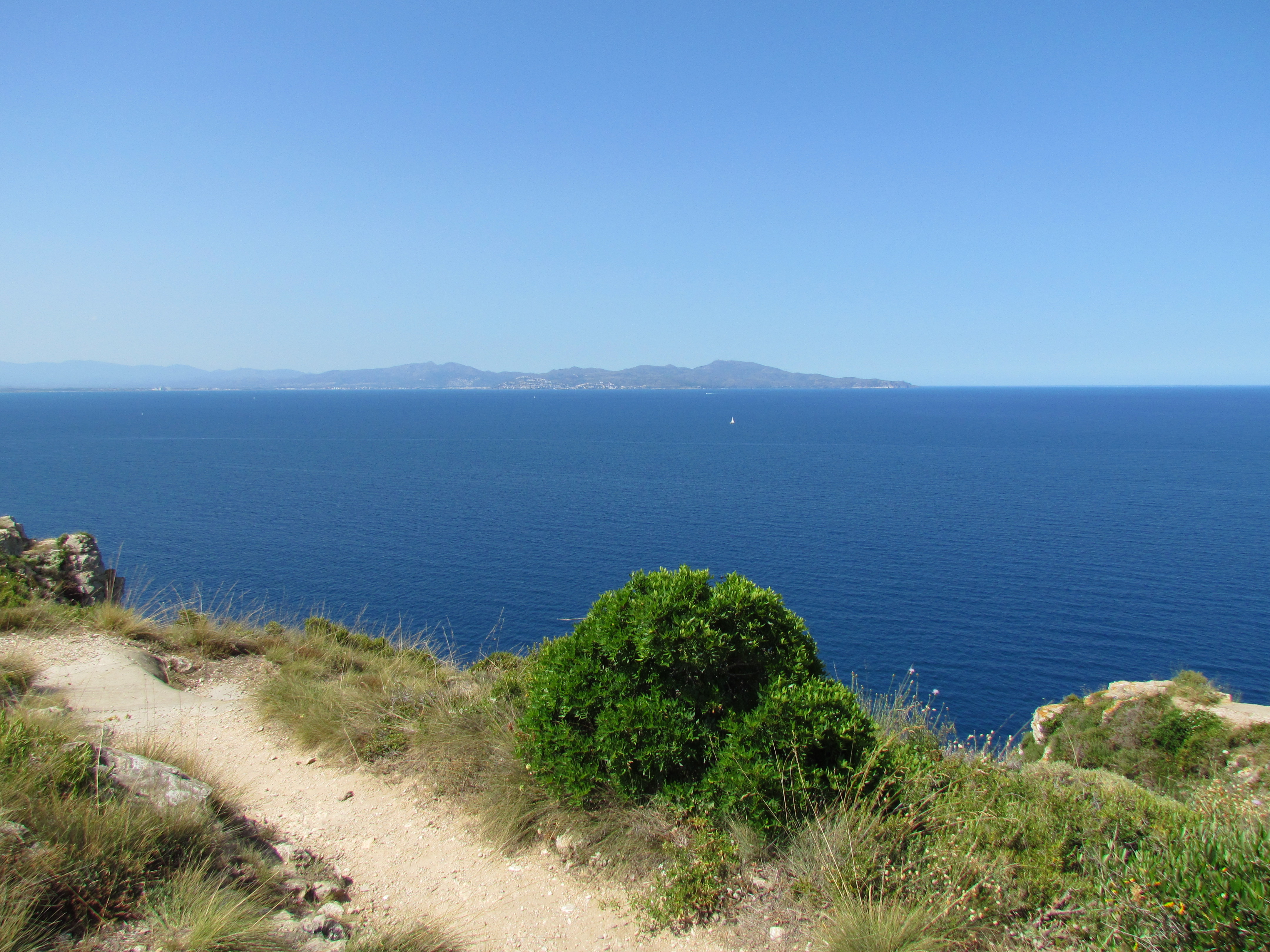
Baie de Rosas vue d'un des chemins du littoral situé sur la commune de l'Escala.
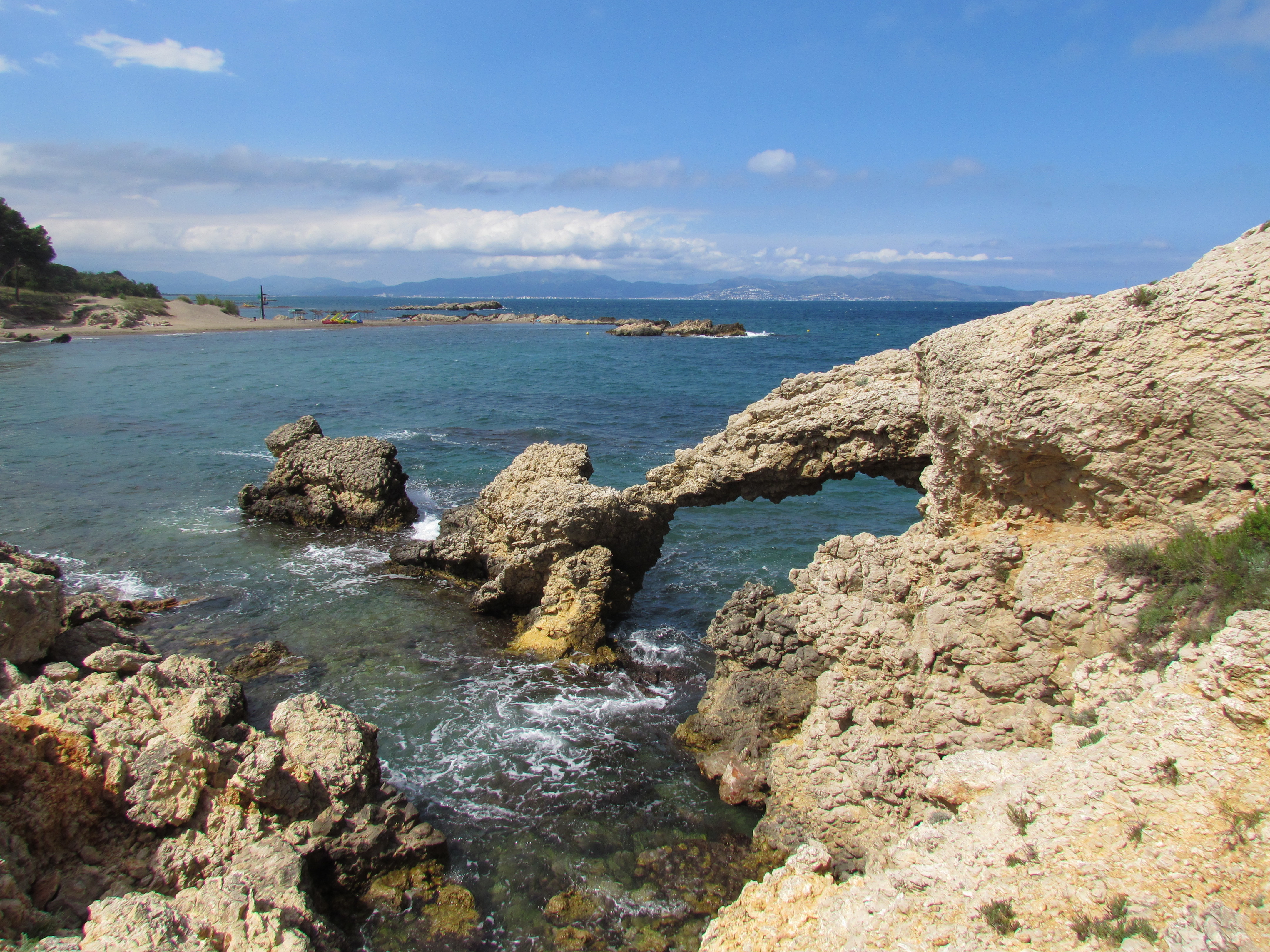
Vue sur le littoral de la Costa Brava et la baie de Rosas vers le site archéologique gréco-romain d'Empúries.
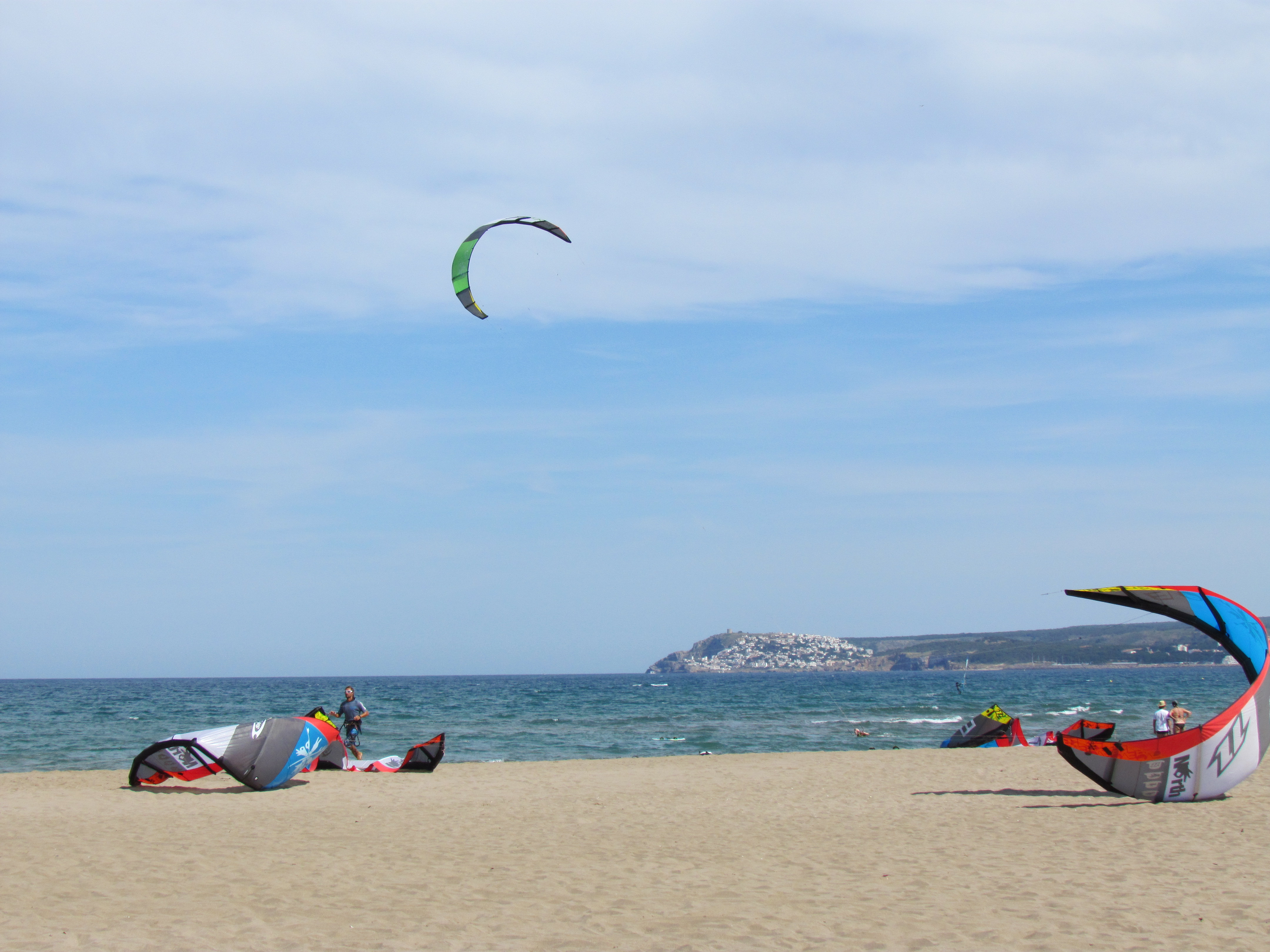
Vue de la baie de Rosas depuis la plage de Sant Martí d'Empúries.
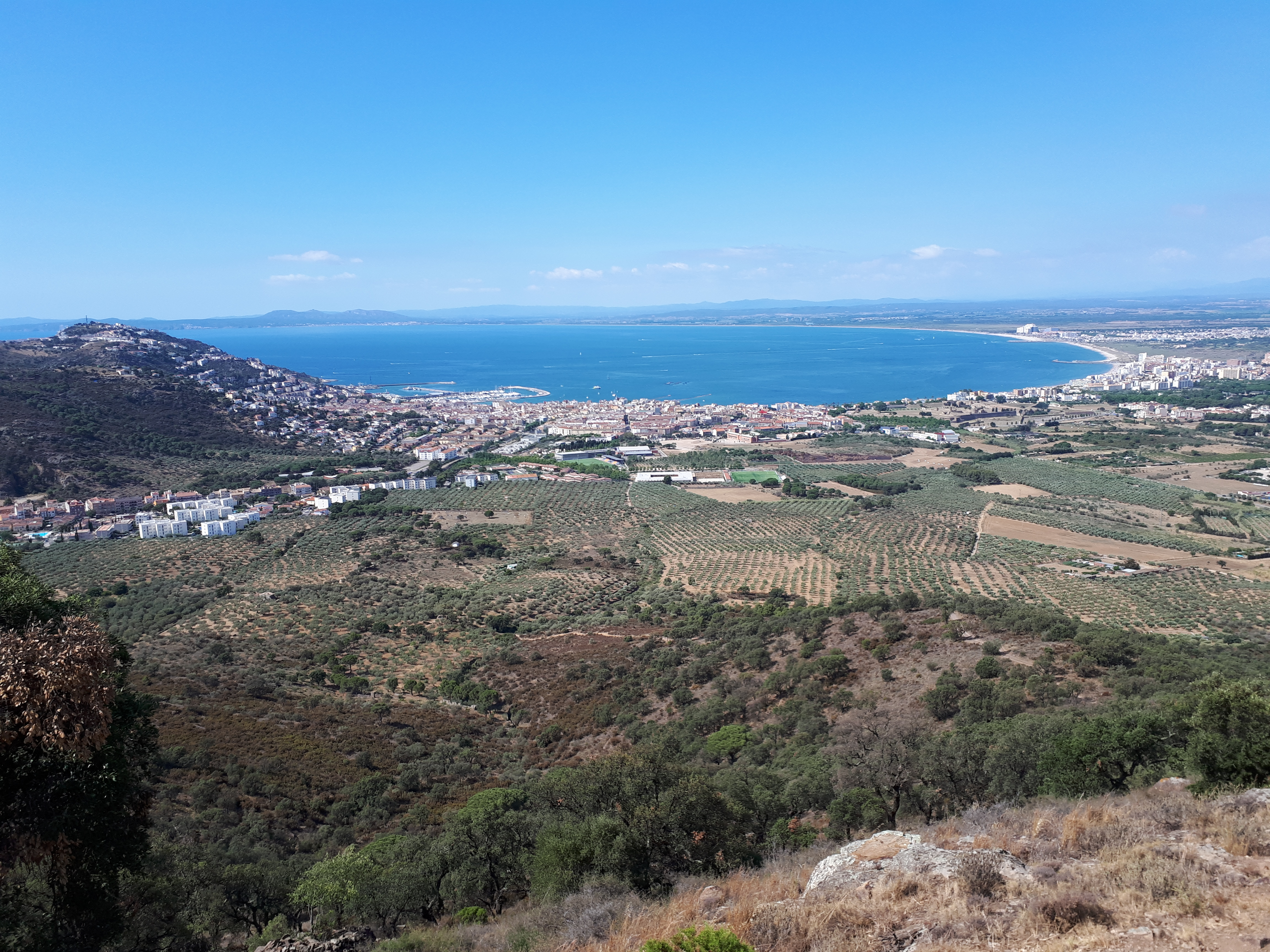
Vue de Roses et le golfe de Roses depuis Puig d'en Massot.
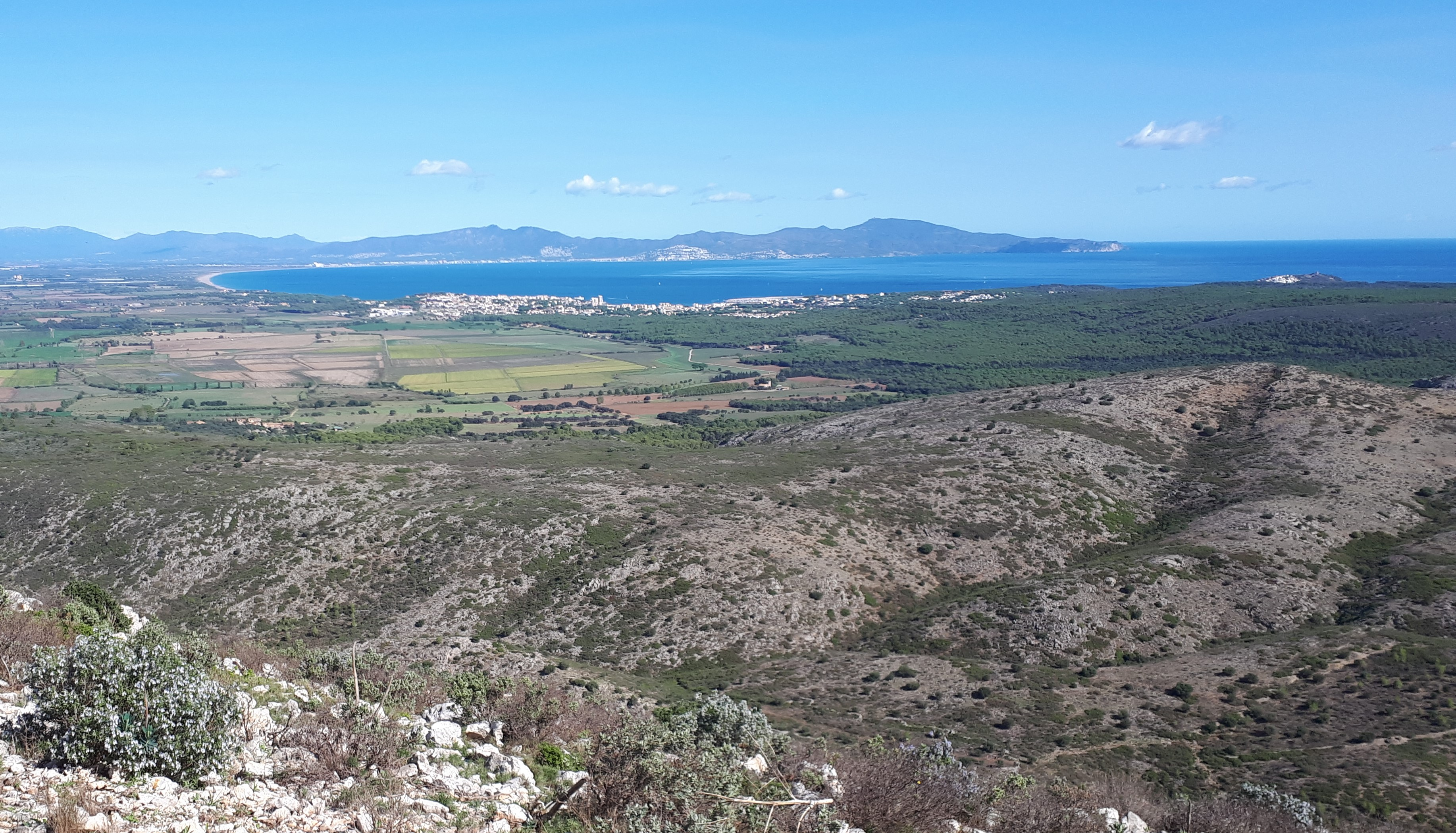
Le golfe, vue du sud.